# Стратоско езеро
Стратоското езеро (на гръцки: Λίμνη Στράτου или Λίμνη Στράτου) е третият по ред и последен язовир в Гърция на река Ахелой, след Кремаста и Кастраки. Изграждането му завършва през 1989 г. Намира се в близост до село Стратос (Яница).
На него има също така изградена ВЕЦ, доставяща електричество към националната електрическа мрежа на Гърция. 